# 대한민국 형사소송법 제221조의2
대한민국 형사소송법 제221조의2는 증인신문의 청구에 대한 형사소송법의 조문이다.

## 조문
제221조의2(증인신문의 청구) ① 범죄의 수사에 없어서는 아니될 사실을 안다고 명백히 인정되는 자가 전조의 규정에 의한 출석 또는 진술을 거부한 경우에는 검사는 제1회 공판기일 전에 한하여 판사에게 그에 대한 증인신문을 청구할 수 있다.
② 삭제 <2007.6.1>
③제1항의 청구를 함에는 서면으로 그 사유를 소명하여야 한다. <개정 2007.6.1>
④제1항의 청구를 받은 판사는 증인신문에 관하여 법원 또는 재판장과 동일한 권한이 있다. <개정 2007.6.1>
⑤판사는 제1항의 청구에 따라 증인신문기일을 정한 때에는 피고인·피의자 또는 변호인에게 이를 통지하여 증인신문에 참여할 수 있도록 하여야 한다. <개정 2007.6.1>
⑥판사는 제1항의 청구에 의한 증인신문을 한 때에는 지체없이 이에 관한 서류를 검사에게 송부하여야 한다. <개정 2007.6.1> [본조신설 1973.1.25]

第221條의2(證人訊問의 請求) ① 犯罪의 搜査에 없어서는 아니될 事實을 안다고 明白히 認定되는 者가 前條의 規定에 依한 出席 또는 陳述을 拒否한 境遇에는 檢事는 第1回 公判期日 前에 限하여 判事에게 그에 對한 證人訊問을 請求할 수 있다.
② 삭제  <2007.6.1.>
③제1항의 請求를 함에는 書面으로 그 事由를 疏明하여야 한다.  <개정 2007.6.1.>
④제1항의 請求를 받은 判事는 證人訊問에 關하여 法院 또는 裁判長과 同一한 權限이 있다.  <개정 2007.6.1.>
⑤판사는 제1항의 청구에 따라 증인신문기일을 정한 때에는 피고인·피의자 또는 변호인에게 이를 통지하여 증인신문에 참여할 수 있도록 하여야 한다.  <개정 2007.6.1.>
⑥判事는 제1항의 請求에 依한 證人訊問을 한 때에는 遲滯없이 이에 關한 書類를 檢事에게 送付하여야 한다.  <개정 2007.6.1.>
[本條新設 1973.1.25.]

[94헌바1 1996.12.26 ..헌법재판소 위헌결정 이전인 1995.12.29 ..법률 제5054호로 이 조 제5항이 개정되었으나 위 결정으로 이 조 제2항이 무효로 되었으므로 제5항 중 제2항에 관한 부분은 자동 효력 상실]

## 참고 문헌
- 손동권 신이철, 새로운 형사소송법(초판, 2013), 세창, 2013. ISBN 9788984114081